# Диявол на хресті
«Диявол на хресті» (кік. «Caitaani mratharaba-Inĩ») — це роман, написаний на мові кікуйю в 1980 році, створений та самостійно перевиданий кенійським романістом Нгугі Ва Тхіонго. 
Згодом цей роман був перевиданий, як один із вагомих творів частини впливової серії видань африканських письменників 1982 року. Роман, хоч і стосується різноманітного кола літературних конвенцій та тем, та все ж зосереджується на політичному оскарженні ролі міжнародних фінансових оборудок та культури в Кенії.